# بساكنا (إففويا)
بساكنا (Ψαχνά) هي مدينة في إففويا في مقاطعة كينتريكي إلادا في اليونان.